# XXXI LCFA Senior
La XXXI LCFA Senior è la 31ª edizione del campionato di football americano, organizzato dalla FCFA.

## Squadre partecipanti
| Club                             | Città                     | Stadio | Sponsor ufficiale | Risultato nella stagione 2018 |
| -------------------------------- | ------------------------- | ------ | ----------------- | ----------------------------- |
| Argentona Bocs                   | Argentona                 |        |                   |                               |
| Barberá Rookies                  | Barberà del Vallès        |        |                   |                               |
| Barcelona Búfals                 | Barcellona                |        |                   |                               |
| Barcelona Pagesos                | Barcellona                |        |                   |                               |
| Barcelona Uroloki                | Barcellona                |        |                   |                               |
| Ducs Football                    | Gerona                    |        |                   |                               |
| L'Hospitalet Pioners             | L'Hospitalet de Llobregat |        |                   |                               |
| Reus Imperials                   | Reus                      |        |                   |                               |
| Riudoms Rebels                   | Riudoms                   |        |                   |                               |
| Santa Coloma de Cervelló Legends | Santa Coloma de Cervelló  |        |                   |                               |
| Terrassa Reds                    | Terrassa                  |        |                   |                               |
| Vilafranca Eagles                | Vilafranca del Penedès    |        |                   |                               |

## Stagione regolare

### Calendario

#### 1ª giornata
| 3 novembre 2018, ore 16:00 | Barberá Rookies | 12 – 30 referto | Barcelona Uroloki |  |

| 3 novembre 2018, ore 17:00 | Riudoms Rebels | 13 – 0 referto | Vilafranca Eagles |  |

| 4 novembre 2018, ore 12:30 | Terrassa Reds | 28 – 13 referto | Santa Coloma de Cervelló Legends |  |

| 4 novembre 2018, ore 16:00 | Barcelona Pagesos | 7 – 20 referto | Barcelona Búfals |  |

| 4 novembre 2018, ore 17:00 | Argentona Bocs | 0 – 35 referto | L'Hospitalet Pioners |  |

| 4 novembre 2018, ore 17:00 | Ducs Football | 12 – 6 referto | Reus Imperials |  |

#### 2ª giornata
| 17 novembre 2018, ore 15:00 | L'Hospitalet Pioners | 0 – 7 referto | Barberá Rookies |  |

| 17 novembre 2018, ore 17:00 | Barcelona Uroloki | 7 – 0 referto | Terrassa Reds |  |

| 18 novembre 2018, ore 11:30 | Vilafranca Eagles | 7 – 31 referto | Santa Coloma de Cervelló Legends |  |

| 18 novembre 2018, ore 11:30 | Barcelona Búfals | 7 – 14 referto | Argentona Bocs |  |

| 18 novembre 2018, ore 12:00 | Reus Imperials | 0 – 34 referto | Barcelona Pagesos |  |

#### 3ª giornata
| 1º dicembre 2018, ore 16:00 | Barberá Rookies | 48 – 7 referto | Barcelona Búfals |  |

| 1º dicembre 2018, ore 17:00 | Riudoms Rebels | 6 – 27 referto | Santa Coloma de Cervelló Legends |  |

| 1º dicembre 2018, ore 18:30 | Terrassa Reds | 17 – 28 referto | L'Hospitalet Pioners |  |

| 2 dicembre 2018, ore 11:30 | Vilafranca Eagles | 0 – 27 referto | Barcelona Uroloki |  |

| 2 dicembre 2018, ore 17:00 | Argentona Bocs | 34 – 0 referto | Reus Imperials |  |

| 2 dicembre 2018, ore 17:00 | Ducs Football | 13 – 8 referto | Barcelona Pagesos |  |

#### Recuperi 1
| 9 dicembre 2018, ore 17:00 | Ducs Football | 13 – 24 referto | Riudoms Rebels |  |

#### 4ª giornata
| 15 dicembre 2018, ore 16:00 | L'Hospitalet Pioners | 55 – 8 referto | Vilafranca Eagles |  |

| 16 dicembre 2018, ore 11:30 | Barcelona Búfals | 0 – 19 referto | Terrassa Reds |  |

| 16 dicembre 2018, ore 16:00 | Reus Imperials | 0 – 34 referto | Barberá Rookies |  |

| 16 dicembre 2018, ore 16:00 | Barcelona Pagesos | 26 – 3 referto | Riudoms Rebels |  |

| 16 dicembre 2018, ore 17:00 | Argentona Bocs | 41 – 14 referto | Ducs Football |  |

| 16 dicembre 2018, ore 19:00 | Barcelona Uroloki | 42 – 17 referto | Santa Coloma de Cervelló Legends |  |

#### 5ª giornata
| 12 gennaio 2019, ore 16:00 | Barberá Rookies | 28 – 0 referto | Ducs Football |  |

| 12 gennaio 2019, ore 17:00 | Riudoms Rebels | 12 – 20 referto | Barcelona Uroloki |  |

| 13 gennaio 2019, ore 11:30 | Vilafranca Eagles | 6 – 28 referto | Barcelona Búfals |  |

| 13 gennaio 2019, ore 12:00 | Santa Coloma de Cervelló Legends | 3 – 55 referto | L'Hospitalet Pioners |  |

| 13 gennaio 2019, ore 12:30 | Terrassa Reds | 48 – 0 referto | Reus Imperials |  |

| 13 gennaio 2019, ore 17:00 | Argentona Bocs | 20 – 7 referto | Barcelona Pagesos |  |

#### 6ª giornata
| 26 gennaio 2019, ore 17:00 | Reus Imperials | 21 – 14 referto | Vilafranca Eagles |  |

| 27 gennaio 2019, ore 11:00 | L'Hospitalet Pioners | 21 – 29 referto | Barcelona Uroloki |  |

| 27 gennaio 2019, ore 11:30 | Barcelona Búfals | 12 – 29 referto | Santa Coloma de Cervelló Legends |  |

| 27 gennaio 2019, ore 16:00 | Barcelona Pagesos | 13 – 20 referto | Barberá Rookies |  |

| 27 gennaio 2019, ore 17:00 | Argentona Bocs | 15 – 0 referto | Riudoms Rebels |  |

| 27 gennaio 2019, ore 17:00 | Ducs Football | 21 – 40 referto | Terrassa Reds |  |

#### 7ª giornata
| 9 febbraio 2019, ore 16:00 | Barberá Rookies | 28 – 7 referto | Argentona Bocs |  |

| 9 febbraio 2019, ore 16:30 | Barcelona Uroloki | 3 – 19 referto | Barcelona Búfals |  |

| 10 febbraio 2019, ore 11:30 | Vilafranca Eagles | 21 – 13 referto | Ducs Football |  |

| 10 febbraio 2019, ore 12:00 | Santa Coloma de Cervelló Legends | 29 – 14 referto | Reus Imperials |  |

| 10 febbraio 2019, ore 12:30 | Terrassa Reds | 20 – 14 referto | Barcelona Pagesos |  |

| 10 febbraio 2019, ore 17:00 | Riudoms Rebels | 0 – 21 referto | L'Hospitalet Pioners |  |

#### 8ª giornata
| 23 febbraio 2019, ore 15:00 | Barcelona Búfals | 6 – 42 referto | L'Hospitalet Pioners |  |

| 23 febbraio 2019, ore 16:00 | Barberá Rookies | 52 – 0 referto | Riudoms Rebels |  |

| 24 febbraio 2019, ore 11:00 | Reus Imperials | 0 – 20 referto | Barcelona Uroloki |  |

| 24 febbraio 2019, ore 16:00 | Barcelona Pagesos | 32 – 0 referto | Vilafranca Eagles |  |

| 24 febbraio 2019, ore 17:00 | Ducs Football | 13 – 0 referto | Santa Coloma de Cervelló Legends |  |

| 24 febbraio 2019, ore 17:00 | Argentona Bocs | 0 – 21 referto | Terrassa Reds |  |

#### 9ª giornata
| 10 marzo 2019, ore 11:30 | Vilafranca Eagles | 9 – 42 referto | Argentona Bocs |  |

| 10 marzo 2019, ore 12:00 | Santa Coloma de Cervelló Legends | 18 – 19 referto | Barcelona Pagesos |  |

| 10 marzo 2019, ore 12:30 | Terrassa Reds | 14 – 20 referto | Barberá Rookies |  |

| 10 marzo 2019, ore 17:00 | Riudoms Rebels | 0 – 19 referto | Barcelona Búfals |  |

| 10 marzo 2019, ore 17:00 | Barcelona Uroloki | 34 – 7 referto | Ducs Football |  |

| 10 marzo 2019, ore 17:00 | L'Hospitalet Pioners | 44 – 0 referto | Reus Imperials |  |

#### 10ª giornata
| 23 marzo 2019, ore 16:00 | Barberá Rookies | 48 – 0 referto | Vilafranca Eagles |  |

| 24 marzo 2019, ore 11:00 | Reus Imperials | 22 – 19 referto | Barcelona Búfals |  |

| 24 marzo 2019, ore 12:30 | Terrassa Reds | 21 – 6 referto | Riudoms Rebels |  |

| 24 marzo 2019, ore 16:00 | Barcelona Pagesos | 0 – 16 referto | Barcelona Uroloki |  |

| 24 marzo 2019, ore 17:00 | Argentona Bocs | 13 – 0 referto | Santa Coloma de Cervelló Legends |  |

| 24 marzo 2019, ore 17:00 | Ducs Football | 7 – 70 referto | L'Hospitalet Pioners |  |

#### 11ª giornata
| 6 aprile 2019, ore 16:30 | Barcelona Uroloki | 19 – 14 referto | Argentona Bocs |  |

| 7 aprile 2019, ore 11:30 | Vilafranca Eagles | 0 – 40 referto | Terrassa Reds |  |

| 7 aprile 2019, ore 11:30 | Barcelona Búfals | 19 – 0 referto | Ducs Football |  |

| 7 aprile 2019, ore 12:00 | Santa Coloma de Cervelló Legends | 0 – 36 referto | Barberá Rookies |  |

| 7 aprile 2019, ore 17:00 | Riudoms Rebels | 3 – 12 referto | Reus Imperials |  |

| 7 aprile 2019, ore 17:00 | L'Hospitalet Pioners | 33 – 14 referto | Barcelona Pagesos |  |

### Classifica
La classifica della regular season è la seguente:
- PCT = percentuale di vittorie, G = partite giocate, V = partite vinte,  P = partite perse, PF = punti fatti, PS = punti subiti

| Pos. | Squadra                          | PCT  | G  | V  | N | P  | PF  | PS  |
| ---- | -------------------------------- | ---- | -- | -- | - | -- | --- | --- |
| 1    | Barcelona Uroloki                | .909 | 11 | 10 | 0 | 1  | 247 | 102 |
| 2    | Barberá Rookies                  | .909 | 11 | 10 | 0 | 1  | 333 | 71  |
| 3    | L'Hospitalet Pioners             | .818 | 11 | 9  | 0 | 2  | 404 | 91  |
| 4    | Terrassa Reds                    | .727 | 11 | 8  | 0 | 3  | 268 | 109 |
| 5    | Argentona Bocs                   | .636 | 11 | 7  | 0 | 4  | 200 | 140 |
| 6    | Barcelona Búfals                 | .455 | 11 | 5  | 0 | 6  | 156 | 190 |
| 7    | Barcelona Pagesos                | .364 | 11 | 4  | 0 | 7  | 174 | 163 |
| 8    | Santa Coloma de Cervelló Legends | .364 | 11 | 4  | 0 | 7  | 167 | 245 |
| 9    | Ducs Football                    | .273 | 11 | 3  | 0 | 8  | 113 | 291 |
| 10   | Reus Imperials                   | .273 | 11 | 3  | 0 | 8  | 75  | 291 |
| 11   | Riudoms Rebels                   | .182 | 11 | 2  | 0 | 9  | 67  | 226 |
| 12   | Vilafranca Eagles                | .091 | 11 | 1  | 0 | 10 | 65  | 350 |

## Playoff

### Tabellone
|  | Semifinali | Semifinali           | Semifinali |                      |    | XXXI Final de la LCFA | XXXI Final de la LCFA | XXXI Final de la LCFA |  |
|  |            |                      |            |                      |    |                       |                       |                       |  |
|  | 1          | Barcelona Uroloki    | 15         |                      |    |                       |                       |                       |  |
|  | 1          | Barcelona Uroloki    | 15         |                      |    |                       |                       |                       |  |
|  | 4          | Terrassa Reds        | 12         |                      |    |                       |                       |                       |  |
|  | 4          | Terrassa Reds        | 12         |                      | 1  | Barcelona Uroloki     | 30                    |                       |  |
|  |            |                      |            |                      | 1  | Barcelona Uroloki     | 30                    |                       |  |
|  |            |                      | 3          | L'Hospitalet Pioners | 21 |                       |                       |                       |  |
|  | 3          | L'Hospitalet Pioners | 3          | L'Hospitalet Pioners | 21 | 39                    |                       |                       |  |
|  | 3          | L'Hospitalet Pioners |            |                      |    |                       |                       |                       |  |
|  | 2          | Barberá Rookies      | 14         |                      |    |                       |                       |                       |  |

### Semifinali
| 28 aprile 2019, ore 12:00 | Barberá Rookies | 14 – 39 referto | L'Hospitalet Pioners |  |

| 28 aprile 2019, ore 16:30 | Barcelona Uroloki | 15 – 12 referto | Terrassa Reds |  |

### XXXI Final de la LCFA
| 11 maggio 2019, ore 17:00 | Barcelona Uroloki | 30 – 21 referto | L'Hospitalet Pioners |  |

## Verdetti
- Barcelona Uroloki Campioni della LCFA (6º titolo)